# Oxyopes longispinus
Oxyopes longispinus är en spindelart som beskrevs av Saha och Dinendra Raychaudhuri 2003. Oxyopes longispinus ingår i släktet Oxyopes och familjen lospindlar. Inga underarter finns listade i Catalogue of Life.